# Paranemastoma amuelleri
Espèce
Synonymes
- Nemastoma amuelleri Roewer, 1951

Paranemastoma amuelleri est une espèce d'opilions dyspnois de la famille des Nemastomatidae.

## Distribution
Cette espèce est endémique de Macédoine du Nord. Elle se rencontre vers Prilep.

## Description
L'holotype mesure 5 mm.

## Systématique et taxinomie
Cette espèce a été décrite sous le protonyme Nemastoma amuelleri par Roewer en 1951. Elle est placée dans le genre Paranemastoma par Schönhofer en 2013.

## Publication originale
- Roewer, 1951 : « Über Nemastomatiden. Weitere Weberknechte XVI. » Senckenbergiana, vol. 32, p. 95–153.